# Julie Newmar
Julie Newmar (Los Ángeles, California, 16 de agosto de 1933) es una empresaria,  actriz, bailarina y cantante estadounidense. Famosa por su papel de Catwoman en la serie de televisión Batman y por su espléndida figura, que le permitió erigirse como Pin-up y modelo de bañadores. También fue la creadora de los pantimedias.

## Carrera
Julie Newmar nació en Los Ángeles (California) como la mayor de tres hijos de Helen Jesmer (apellido de soltera) y Donald Newmeyer. Se graduó en la escuela secundaria John Marshall.
Tiene ascendencia sueco-francesa por parte de su madre Helen Newmar.
Dueña de un llamativo físico, su belleza sensual, su alta estatura (1,80 m) y su finísima cintura, Newmar recibió generalmente papeles de baile o que realzaban su belleza mediante vestuario sugerente. Sus primeras apariciones, antes de cambiarse de nombre, fueron en Slaves of Babylon (1953) y Serpent of the Nile (1953). También bailó en varias otras películas como The Band Wagon (Melodías de Broadway) y Demetrius and the Gladiators, además de bailar con la Ópera de Los Ángeles. También trabajó como coreógrafa y bailarina de Universal Studios.

### Éxitos en cine y teatro
Su primer papel importante —con el nombre artístico Julie Newmeyer— fue como una de las novias de Siete novias para siete hermanos (1954).
En 1956, participó con el papel de Stupefyin' Jones en el musical de Broadway Li'l Abner junto a Tina Louise, quien también fue considerada una de las máximas bellezas de la TV en los años 60 por su papel de la actriz Ginger en La isla de Gilligan. Newmar repitió este papel en la versión cinematográfica rodada en 1959.
Participó en la obra teatral The Marriage-Go-Round (1961), que protagonizaba Claudette Colbert. Interpretó el papel de la sexy sueca y ganó un Premio Tony por Mejor actriz de reparto. Luego apareció en el escenario con Anthony Newley en una gira nacional Stop the World - I Want to Get Off, y como Lola en Damn Yankees!. 
En 1969 actuó junto a Gregory Peck, Ted Cassidy, Telly Savalas y Omar Sharif en el western El oro de Mackenna como la indómita apache Hesh-Ke en la que constituye una de sus apariciones más recordadas en la pantalla grande.

### Televisión

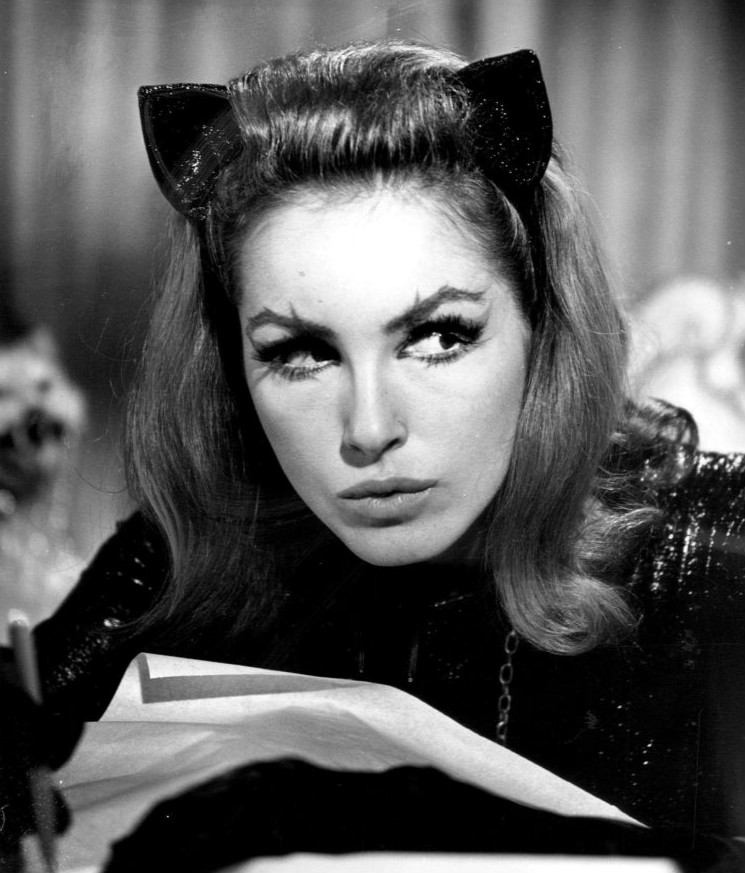
Julie Newmar como Catwoman en la serie de televisión Batman de 1966.

Gran parte de la fama de Newmar se debe a su carrera en televisión, sobre todo sus papeles en recordadas series, como la sexy "Rhoda, la Robot", en la efímera serie de televisión My Living Doll (1964-1965).
Es más conocida por su papel de la villana Catwoman en la serie de televisión Batman, de 1966. En 1962 tuvo 2 apariciones en la serie de televisión Ruta 66. También ha aparecido en programas de televisión como The Twilight Zone (en el episodio "Of late I think of Cliffordville"), F-Troop, Los Beverly ricos y El Superagente 86.
En 1967 fue estrella invitada en un episodio de The Monkees y como una princesa embarazada (Eleen) en el episodio Friday’s Child  de Viaje a las estrellas . Participó en un episodio de la primera temporada de La mujer biónica en 1976.
Newmar fue modelo playmate de la revista masculina Playboy en mayo de 1968.
Durante el período 1971-1972, participa en el capítulo 13 de la octava temporada de Hechizada, haciendo el papel de una gata convertida en mujer.
También apareció en el episodio Double Shock de la segunda temporada de la serie Columbo.
En los años ochenta y principios de los noventa apareció como estrella invitada en series de televisión como El Crucero del Amor, Buck Rogers en el siglo XXV, Hart to Hart, CHiPs Patrulla Motorizada, y La isla de la fantasía.
Apareció también en el video musical de George Michael "Too Funky" (1992), dirigido por el diseñador de moda Thierry Mugler, para quien ha participado en alguno de sus desfiles. También intervino como ella misma en un episodio de Melrose Place en 1996.

### Últimas películas

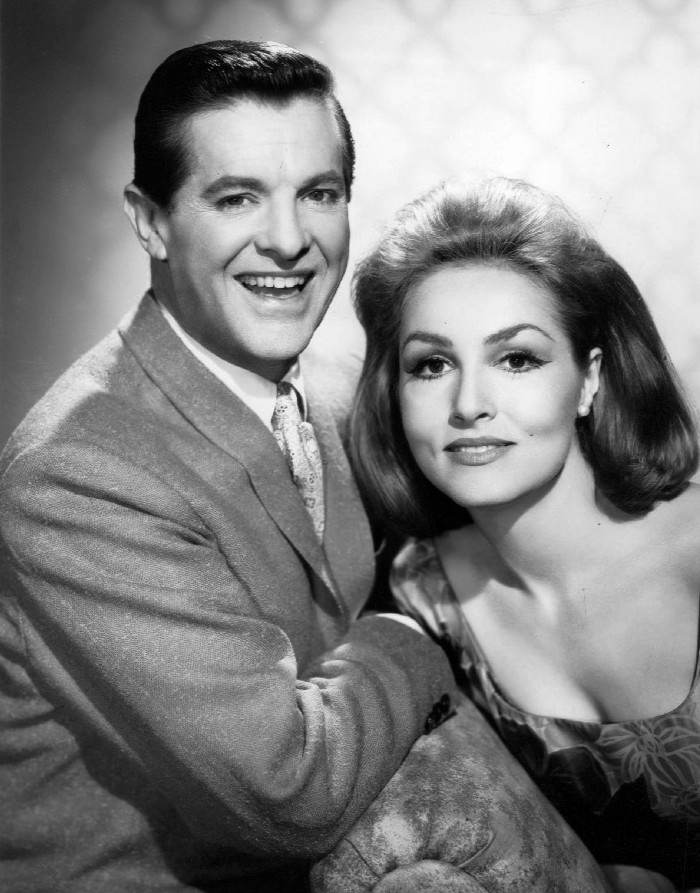
Julie Newmar y Bob Cummings en "Mi muñeca viviente" (1964)

En las décadas de 1980 y 1990 participó en varias películas de modesto interés, entre las que destaca la comedia erótica Los fantasmas no pueden hacerlo (1989) de John Derek, pensada para el lucimiento de Bo Derek y donde Newmar intervino junto a otras viejas glorias como Anthony Quinn y Don Murray.
En 1995, hizo un cameo al final de la película To Wong Foo, Thanks for Everything! Julie Newmar (A Wong Foo, ¡Gracias por todo! Julie Newmar), una película de drag-queens protagonizada por Patrick Swayze que rendía homenaje a su legendaria belleza.

## Vida personal
Newmar padece de una rara afección neurológica hereditaria conocida como enfermedad de Charcot-Marie-Tooth.

### Matrimonio e hijo
Después de una relación con el novelista Louis L'Amour a principios de los años cincuenta, el 5 de agosto de 1977 se casa con el abogado J. Holt Smith. El matrimonio se disuelve en 1984. Tuvieron un hijo, John Jewl Smith, nacido en febrero de 1981 (cuando Newnar tenía 46 años), quien es sordo y tiene síndrome de Down.

### Inventora de pantis e inversora de bienes raíces
En los años setenta y ochenta, Newmar inventó y comercializó su propia marca de pantys, Nudemar (con las patentes de EE. UU. 3914799 y 4003094), y un sujetador (patente 3935865).
Después de estudiar en UCLA en los años ochenta, Newmar comenzó a invertir en bienes raíces de Los Ángeles. Con un patrimonio neto de USD 100 millones es considerada una magnate en su rubro.
En un artículo acerca de la actriz se ha señalado, «Newmar es responsable, en parte, de mejorar el barrio de Los Ángeles en La Brea Avenue y Beverly Boulevard».

### Pleito con James Belushi

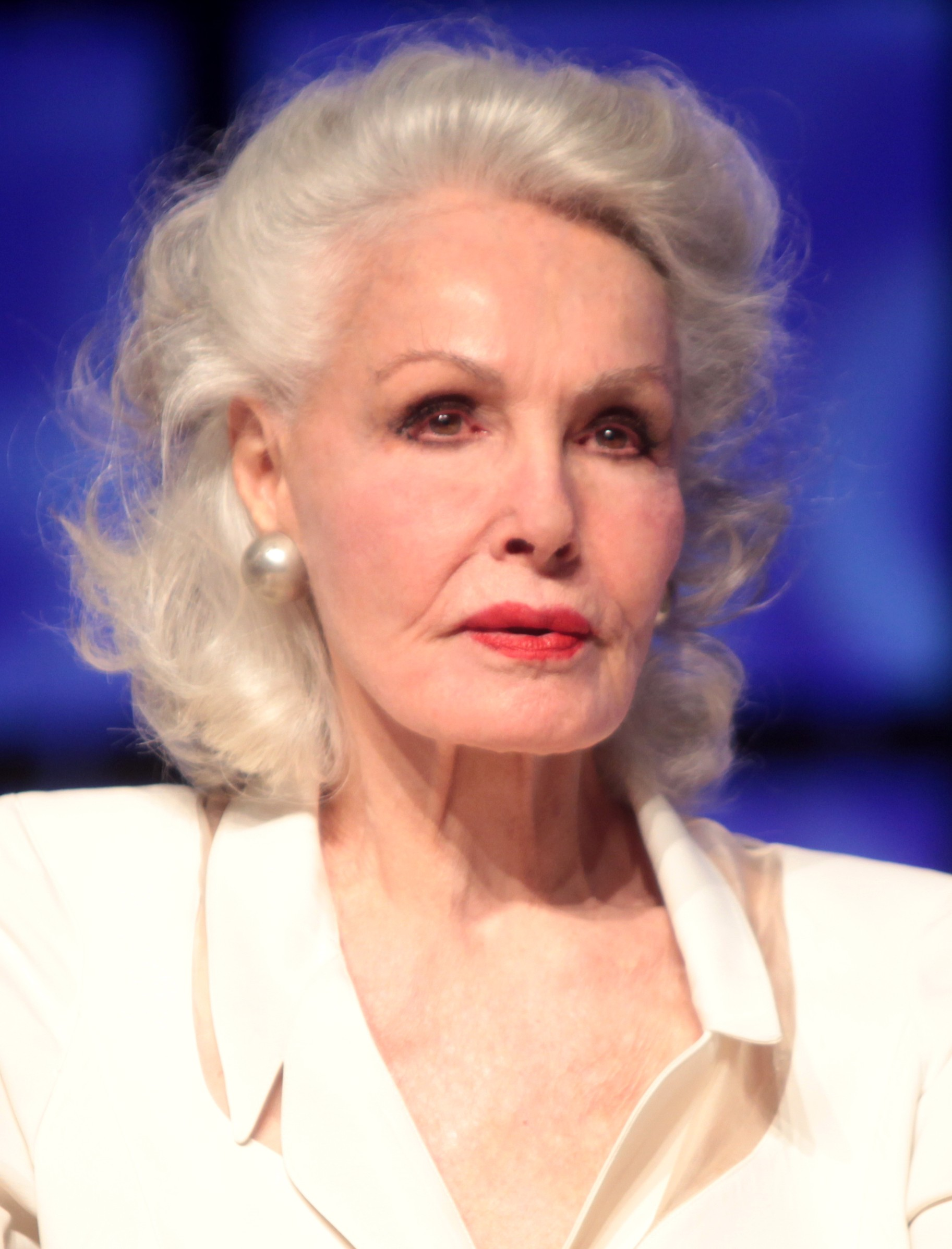
Julie Newmar en 2014.

El 2 de noviembre de 2004, el comediante de televisión James Belushi, vecino de la actriz, demandó a Julie Newmar por la suma de 4 millones de dólares.
Belushi alegó que ella le hostigaba, mediante actos tales como la destrucción de sus bienes, música fuerte dirigida a su casa, y hablando mal de él a los vecinos, estaba tratando de obligarlo a mudarse.
Julie Newmar replicó que ella era la víctima de un arrogante y grosero James Belushi. Sin embargo, a partir de enero de 2006, la disputa se resolvió y más tarde Newmar apareció en un episodio de la serie de Belushi El mundo según Jim.